# Hjarnø
Hjarnø är en ö i Danmark. Den ligger i Region Mittjylland, i den centrala delen av landet. Arean är 3,2 kvadratkilometer och det bor 113 personer på ön (2020). På Hjarnø förekommer främst jordbruksmark.
Terrängen på Hjarnø är mycket platt. Öns högsta punkt är 14 meter över havet. Den sträcker sig 1,9 kilometer i nord-sydlig riktning, och 2,7 kilometer i öst-västlig riktning.